# Grand Prix automobile des États-Unis 1962
GP précédent GP suivant
Le Grand Prix des États-Unis 1962 (Vth United States Grand Prix), disputé sur le circuit de Watkins Glen le 7 octobre 1962, est la cent-dixième épreuve du championnat du monde de Formule 1 courue depuis 1950 et la huitième manche du championnat 1962.

## Contexte avant la course

### Le championnat du monde
Depuis la saison précédente, la Formule 1 suit la réglementation 1 500 cm3 (dérivée de l'ancienne Formule 2 de la période 1957 à 1960), s'appuyant sur les points suivants :
- interdiction des moteurs suralimentés
- cylindrée minimale : 1 300 cm3
- cylindrée maximale : 1 500 cm3
- poids minimal : 450 kg (à sec)
- double circuit de freinage obligatoire
- arceau de sécurité obligatoire (le haut du cerceau devant dépasser le casque du pilote)
- démarreur de bord obligatoire
- carburant commercial
- ravitaillement en huile interdit durant la course

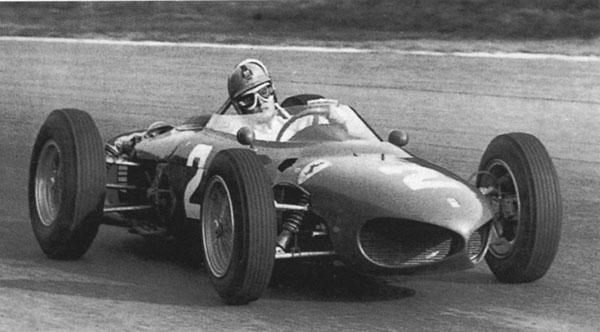
Championnes du monde en 1961, les Ferrari 156 se sont révélées très décevantes cette saison. Ici Giancarlo Baghetti lors du Grand Prix d'Italie.

L'année 1962 s'est révélée désastreuse pour la Scuderia Ferrari, les monoplaces du constructeur italien s'étant révélées incapables de rivaliser avec leurs concurrentes britanniques ou allemandes une fois celles-ci dotées de moteurs aussi performants que les V6 de Maranello. Les Ferrari 156 ont souffert cette saison du manque de rigidité de leur châssis, et à aucun moment Phil Hill (champion du monde en titre) ou ses coéquipiers n'ont été en mesure de figurer aux avant-postes, les seuls résultats tangibles obtenus étant à mettre sur le compte de la fiabilité de leurs machines. Retardées par les grèves ayant récemment affecté l'industrie automobile en Italie, la Scuderia n'a pu développer correctement la version 1962 de sa F1 qui, dont les débuts en course ont été décevants malgré les efforts déployés par Willy Mairesse à Monza, où le pilote belge ne put obtenir mieux que la quatrième place, loin des meilleurs. Vainqueur de trois épreuves mondiales (ainsi que de deux Grands Prix hors championnat) au volant de sa BRM à moteur V8, Graham Hill est bien parti pour s'emparer du titre, le pilote britannique devant toutefois empêcher son compatriote Jim Clark (qui dispose de la révolutionnaire Lotus 25 à châssis monocoque) de remporter les deux dernières manches.

### Le circuit
Inauguré six ans auparavant, le circuit de Watkins Glen fut construit sous les directives de Cameron Argetsinger, afin de mettre un terme aux courses organisées jusqu'alors dans les rues de la ville. Situé à la pointe sud du lac Seneca, il accueillit tout d'abord les courses nationales de voitures de sport (SCCA), avant d'être retenu pour l'organisation du Grand Prix des États-Unis en 1961. Son tracé sinueux développant exactement 2,3 miles (3,701 km), dans un cadre accueillant, est apprécié des spectateurs et des pilotes. Le record officiel de la piste est détenu par Jack Brabham, le champion australien ayant accompli un tour à la moyenne de 170,4 km/h au volant de sa Cooper Car Company lors de la précédente édition du Grand Prix.

## Monoplaces en lice
- Ferrari 156 "Usine"

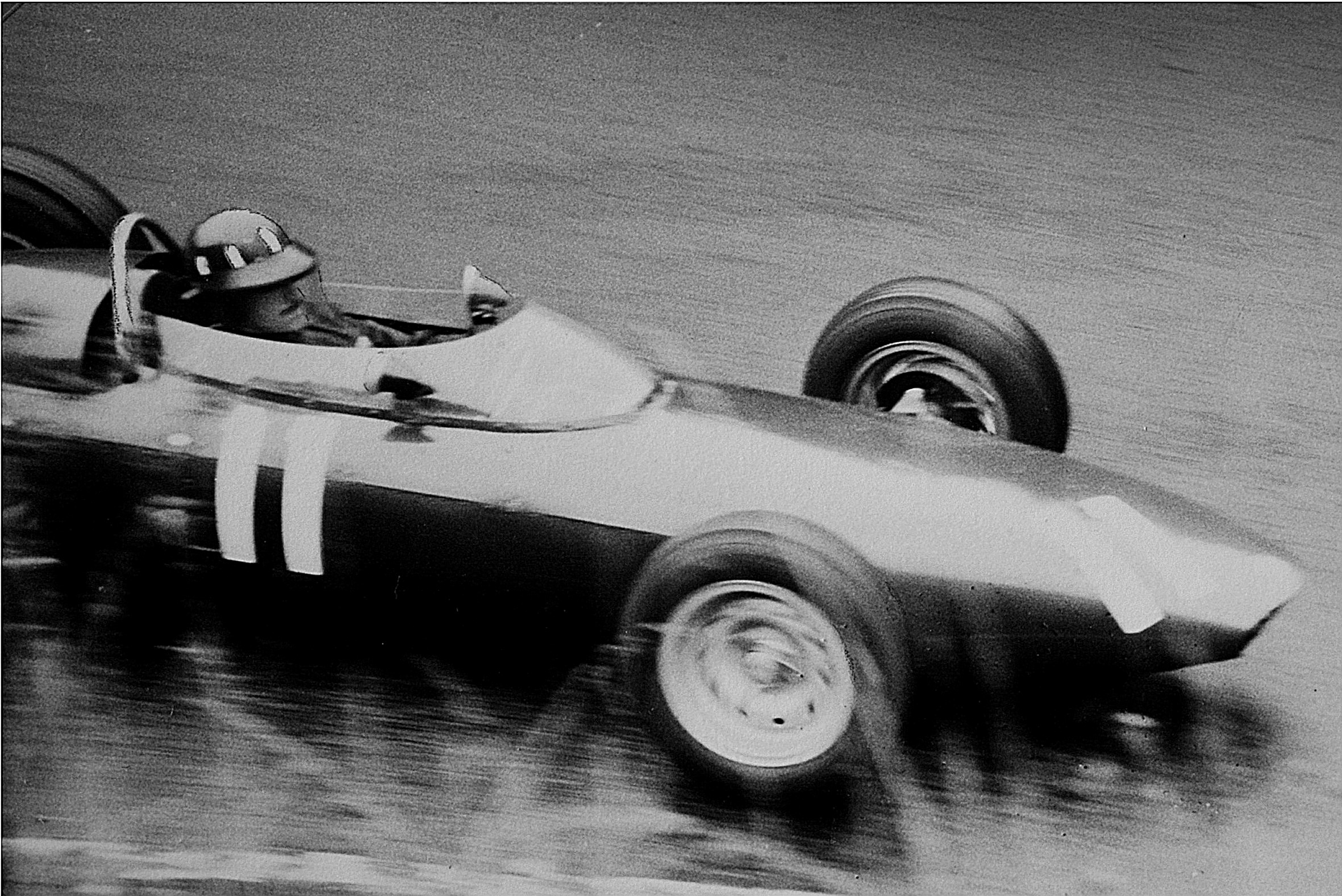
La BRM P57 de Graham Hill lors de sa victoire au Nürburgring.

La Scuderia Ferrari avait initialement engagé trois 156 F1 (500 kg, moteur V6 de 200 chevaux) pour Willy Mairesse, Lorenzo Bandini et Giancarlo Baghetti mais leur manque de compétitivité lors des dernières épreuves a incité Enzo Ferrari à renoncer au déplacement outre atlantique. Un tout nouveau châssis étant en cours de développement en vue de la saison 1963, sous la direction de Mauro Forghieri, l'écurie italienne a pris la décision, après le Grand Prix d'Italie, de détruire les voitures lui ayant apporté le titre en 1961, seuls les moteurs et accessoires mécaniques étant conservés !
- BRM P57 "Usine"

L'équipe de Bourne a préparé les trois P57 dont elle dispose pour Graham Hill et Richie Ginther, la voiture supplémentaire servant de mulet. Ginther dispose du châssis le plus récent (et un peu plus léger), Hill préférant conserver sa monoplace habituelle, qui pèse environ 475 kg. Disposant d'un moteur V8 à injection indirecte Lucas d'une puissance de 193 chevaux à 10250 tr/min et d'une boîte de vitesses à cinq rapports, les P57 sont capables d'atteindre 270 km/h. Comme le châssis, moteur et boîte ont été conçus et réalisés en interne, sous la direction de l'ingénieur Tony Rudd.
- Lotus 25 "Usine"

Colin Chapman aligne deux 25 à structure monocoque et moteur V8 Coventry Climax FWMV (184 chevaux) pour Jim Clark et Trevor Taylor. Après les problèmes rencontrés lors du dernier Grand Prix d'Italie, les boîtes de vitesses ZF à cinq rapports ont entièrement été révisées. Pesant 455 kg, les Lotus 25 sont parmi les plus légères du plateau et leur structure est quatre fois plus rigide que les classiques châssis en treillis. Très basses, elles bénéficient d'une tenue de route remarquable et leur vitesse de pointe est équivalente à celle des BRM, malgré une puissance moindre.
- Lotus 24 & 21 privées

L'équipe UDT Laystall dispose de trois Lotus 24, une à moteur V8 BRM (version à carburateurs, 180 chevaux) pour Masten Gregory et deux à moteur Climax V8, la première pour Innes Ireland tandis que la seconde a été louée pour la circonstance à l'écurie Dupont Zerex et sera aux mains de Roger Penske. L'équipe de Rob Walker a amené ses deux Lotus 24, celle à moteur V8 Climax étant aux mains de Maurice Trintignant tandis que l'autre, à moteur BRM, louée au mécène Américain John Mecom Jr., sera pilotée par Rob Schroeder dont c'est la première apparition en Formule 1. Engagé à titre privé, le Texan Jim Hall est au volant de l'ancienne Lotus 21 (moteur Climax FPF quatre cylindres, 152 chevaux) de Jack Brabham.
- Porsche 804 "Usine"

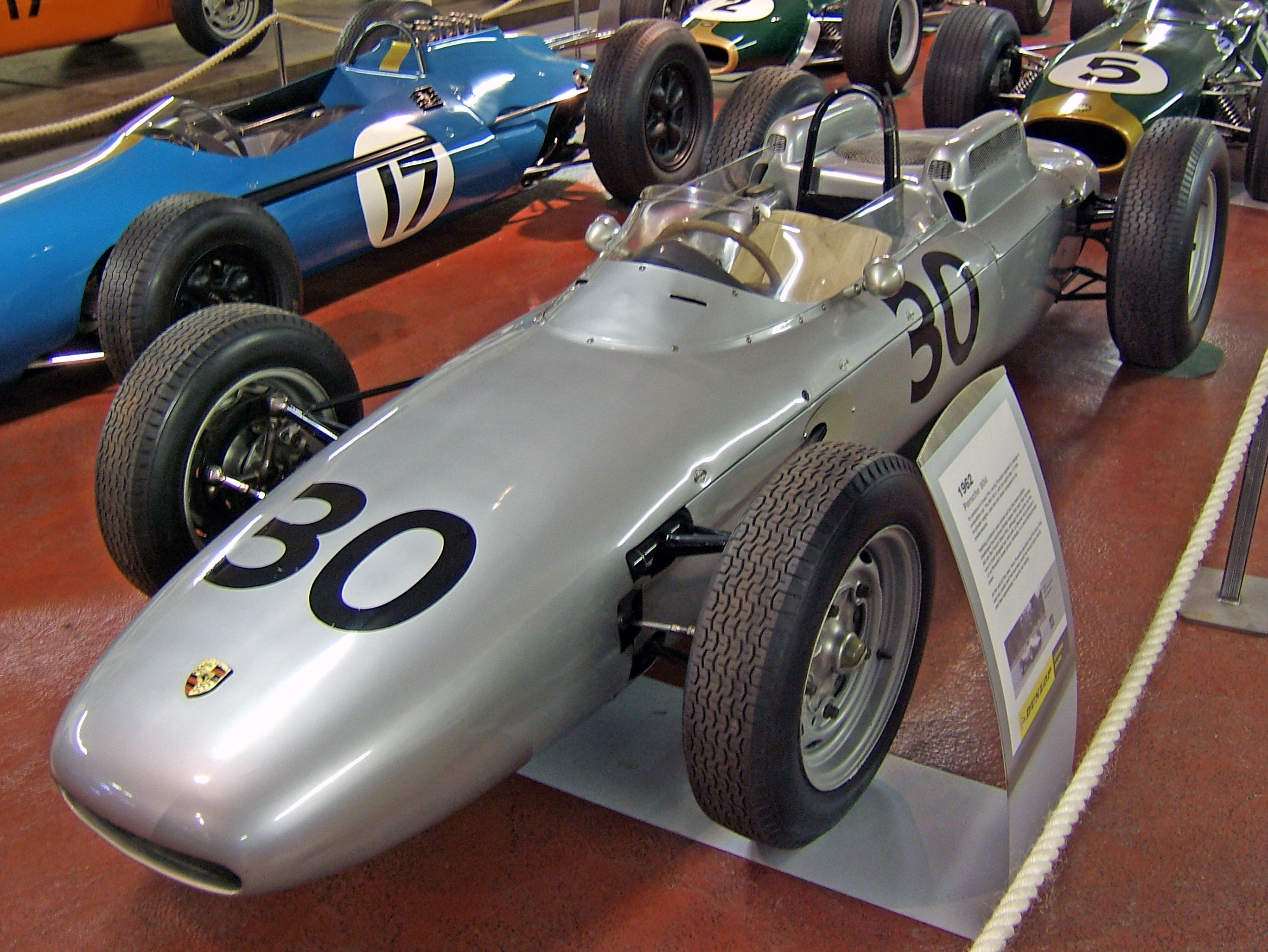
La Porsche 804, à moteur huit cylindres à plat.

Le constructeur allemand engage deux 804 pour Dan Gurney et Joakim Bonnier, ce dernier n'étant pas au mieux de sa forme, souffrant de douleurs dans le dos causées par une ancienne blessure. Pesant à peine plus de 450 kg, les Porsche sont animées par un moteur huit cylindres à plat refroidi par air, délivrant 185 chevaux à 9200 tr/min.
- Porsche 718 privée

Carel Godin de Beaufort engage sa Porsche 718, avec laquelle il dispute sa seconde saison consécutive. Il s'agit de l'ancienne formule 2 d'usine, utilisée par Graham Hill en 1960. Elle est équipée d'un moteur quatre cylindres à plat refroidi par air, d'une puissance de l'ordre de 165 chevaux.
- Cooper T60 & T53 "Usine"

En plus des eux habituelles T60 à moteur V8 Climax de Bruce McLaren et Tony Maggs, le constructeur de Surbiton a préparé une ancienne T53 à moteur Climax FPF pour le jeune espoir américain Tim Mayer. Pesant 465 kg, les T60 ont été conçues par Owen Maddock, qui a également élaboré la boîte de vitesses à six rapports dont elles disposent.
- Cooper T53 privée

Comme l'année précédente, Hap Sharp a engagé sa Cooper T53 à moteur Climax FPF.
- Brabham BT3 "Usine"

Ayant volontairement manqué le Grand Prix d'Italie afin de parfaire la mise au point de sa monoplace, Jack Brabham effectue sa rentrée au volant de sa BT3 à moteur Climax V8. Réalisée en collaboration avec l'ingénieur Ron Tauranac, elle est habillée d'une carrosserie en matière plastique ; la transmission est assurée par une boîte de vitesses Colotti à six rapports. Les disques de freins Girling sont d'un plus grand diamètre que lors de sa première sortie, en Allemagne. L'ensemble pèse 465 kg.
- Lola Mk4

L'équipe Bowmaker Racing'aligne deux Lola Mk4 à moteur Climax V8 pour John Surtees et Roy Salvadori. Ces monoplaces de 490 kg disposent d'une boîte de vitesses Colotti à cinq rapports. La version allégée Mk4A, à boîte six vitesses, est restée en Angleterre.

## Coureurs inscrits
| no | Pilote                   | Écurie                      | Constructeur | Modèle      | Moteur                      | Pneumatiques |
| -- | ------------------------ | --------------------------- | ------------ | ----------- | --------------------------- | ------------ |
| 1  | Willy Mairesse           | Ferrari SEFAC               | Ferrari      | Ferrari 156 | Ferrari 178 V6 (120°)       | D            |
| 2  | Lorenzo Bandini          | Ferrari SEFAC               | Ferrari      | Ferrari 156 | Ferrari 178 V6 (65°)        | D            |
| 3  | Giancarlo Baghetti       | Ferrari SEFAC               | Ferrari      | Ferrari 156 | Ferrari 178 V6 (120°)       | D            |
| 4  | Graham Hill              | Owen Racing Organisation    | BRM          | BRM P57     | BRM P56 V8                  | D            |
| 5  | Richie Ginther           | Owen Racing Organisation    | BRM          | BRM P57     | BRM P56 V8                  | D            |
| 6  | Maurice Trintignant      | Rob Walker Racing Team      | Lotus        | Lotus 24    | Coventry Climax FWMV V8     | D            |
| 8  | Jim Clark                | Team Lotus                  | Lotus        | Lotus 25    | Coventry Climax FWMV V8     | D            |
| 9  | Trevor Taylor            | Team Lotus                  | Lotus        | Lotus 25    | Coventry Climax FWMV V8     | D            |
| 10 | Dan Gurney               | Porsche System Engineering  | Porsche      | Porsche 804 | Porsche 753 F8              | D            |
| 11 | Joakim Bonnier Phil Hill | Porsche System Engineering  | Porsche      | Porsche 804 | Porsche 753 F8              | D            |
| 12 | Carel Godin de Beaufort  | Ecurie Maarsbergen          | Porsche      | Porsche 718 | Porsche 547/3 F4            | D            |
| 14 | Roger Penske             | Dupont Team Zerex           | Lotus        | Lotus 24    | Coventry Climax FWMV V8     | D            |
| 15 | Innes Ireland            | UDT Laystall Racing Team    | Lotus        | Lotus 24    | Coventry Climax FWMV V8     | D            |
| 16 | Masten Gregory           | UDT Laystall Racing Team    | Lotus        | Lotus 24    | BRM P56 V8                  | D            |
| 17 | Jack Brabham             | Brabham Racing Organisation | Brabham      | Brabham BT3 | Coventry Climax FWMV V8     | D            |
| 18 | John Surtees             | Bowmaker Racing             | Lola         | Lola Mk4    | Coventry Climax FWMV V8     | D            |
| 19 | Roy Salvadori            | Bowmaker Racing             | Lola         | Lola Mk4    | Coventry Climax FWMV V8     | D            |
| 21 | Bruce McLaren            | Cooper Car Company          | Cooper       | Cooper T60  | Coventry Climax FWMV V8     | D            |
| 22 | Tony Maggs               | Cooper Car Company          | Cooper       | Cooper T60  | Coventry Climax FWMV V8     | D            |
| 23 | Tim Mayer                | Cooper Car Company          | Cooper       | Cooper T53  | Coventry Climax FPF MkII L4 | D            |
| 24 | Hap Sharp                | Privé                       | Cooper       | Cooper T53  | Coventry Climax FPF MkII L4 | D            |
| 25 | Jim Hall                 | Privé                       | Lotus        | Lotus 21    | Coventry Climax FPF L4      | D            |
| 26 | Rob Schroeder            | John Mecom                  | Lotus        | Lotus 24    | Coventry Climax FWMV V8     | D            |

## Qualifications
Deux séances qualificatives de quatre heures chacune sont prévues, le vendredi après-midi et le samedi après-midi précédant la course.

### Première séance - vendredi 5 octobre
Il a plu durant la matinée du vendredi et la piste commence seulement à sécher lorsque débutent les premiers essais, à treize heures. Les deux BRM de Graham Hill et Richie Ginther sont parmi les premières en piste et vont dominer une bonne partie de la session. Durant la première heure, l'humidité ne leur permet pas de tourner au delà des 160 km/h de moyenne, mais bientôt leurs temps s'approchent des records établis l'année précédente. Finalement auteur d'un tour à 174 km/h de moyenne, Ginther occupe longtemps le haut de la hiérarchie, devançant son coéquipier d'un dixième de seconde. À seulement trois dixièmes, la Porsche de Dan Gurney et la Brabham de Black Jack sont dans le même rythme, mais en toute fin de séance Jim Clark sort le grand jeu et tourne à 175,8 km/h au volant de sa Lotus, reléguant ses principaux adversaires à près d'une seconde. Alors qu'il réalisait un tour rapide, John Surtees est sorti violemment de la route, un bras de direction de sa Lola s'étant soudain rompu ; malgré un choc contre un arbre, le pilote anglais est indemne, mais a monoplace irréparable pour la course.

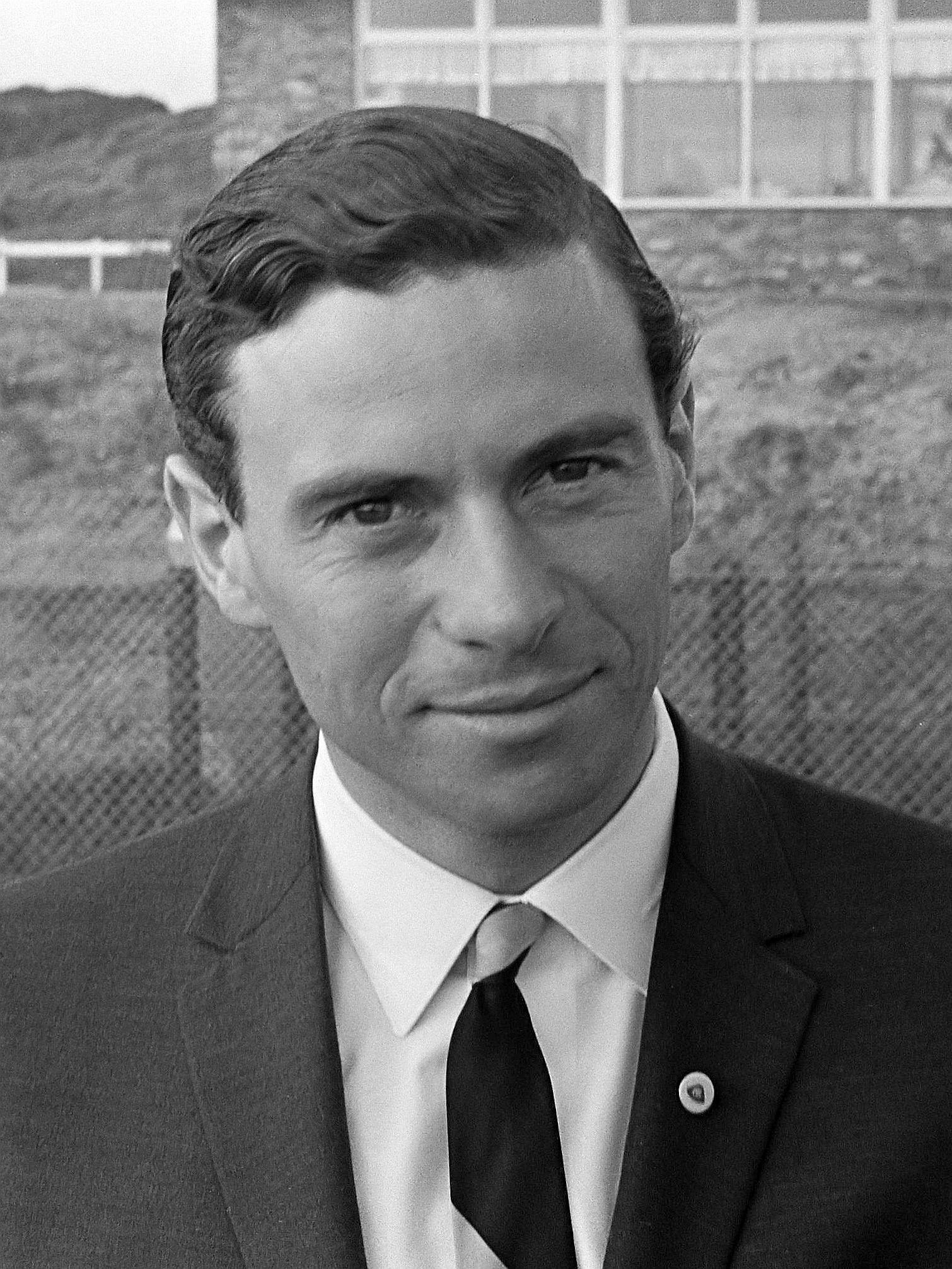
Jim Clark, le plus rapide de la première journée d'essais.

| Pos. | Pilote                  | Écurie         | Temps        | Écart    |
| ---- | ----------------------- | -------------- | ------------ | -------- |
| 1    | Jim Clark               | Lotus-Climax   | 1 min 15 s 8 |          |
| 2    | Richie Ginther          | BRM            | 1 min 16 s 6 | + 0 s 8  |
| 3    | Graham Hill             | BRM            | 1 min 16 s 7 | + 0 s 9  |
| 4    | Dan Gurney              | Porsche        | 1 min 16 s 9 | + 1 s 1  |
| 5    | Jack Brabham            | Brabham-Climax | 1 min 16 s 9 | + 1 s 1  |
| 6    | Bruce McLaren           | Cooper-Climax  | 1 min 17 s 1 | + 1 s 3  |
| 7    | Masten Gregory          | Lotus-BRM      | 1 min 17 s 9 | + 2 s 1  |
| 8    | Trevor Taylor           | Lotus-Climax   | 1 min 18 s 0 | + 2 s 2  |
| 9    | John Surtees            | Lola-Climax    | 1 min 18 s 1 | + 2 s 3  |
| 10   | Joakim Bonnier          | Porsche        | 1 min 19 s 0 | + 3 s 2  |
| 11   | Tony Maggs              | Cooper-Climax  | 1 min 19 s 7 | + 3 s 9  |
| 12   | Roy Salvadori           | Lola-Climax    | 1 min 19 s 8 | + 4 s 0  |
| 13   | Tim Mayer               | Cooper-Climax  | 1 min 20 s 7 | + 4 s 9  |
| 14   | Roger Penske            | Lotus-Climax   | 1 min 21 s 3 | + 5 s 5  |
| 15   | Carel Godin de Beaufort | Porsche        | 1 min 21 s 8 | + 6 s 0  |
| 16   | Hap Sharp               | Cooper-Climax  | 1 min 22 s 4 | + 6 s 6  |
| 17   | Innes Ireland           | Lotus-Climax   | 1 min 24 s 0 | + 8 s 2  |
| 18   | Rob Schroeder           | Lotus-Climax   | 1 min 24 s 0 | + 8 s 2  |
| 19   | Maurice Trintignant     | Lotus-Climax   | 1 min 25 s 8 | + 10 s 0 |
| 20   | Jim Hall                | Lotus-Climax   | 1 min 27 s 7 | + 11 s 9 |

### Deuxième séance - samedi 6 octobre
La deuxième journée d'essais, le samedi après-midi, va se dérouler sous la pluie, ne permettant pas aux pilotes d'améliorer leurs performances de la veille. Dans ces conditions, Graham Hill et Jim Clark se montrent de loin les meilleurs, réalisant tous deux un tour à 162,3 km/h de moyenne, reléguant leurs plus farouches adversaires à près de deux secondes. Privé de sa voiture habituelle, Surtees dispose de celle de son coéquipier Roy Salvadori, qui devra déclarer forfait pour la course. Handicapé par un mal de dos persistant depuis son arrivée sur le circuit, Joakim Bonnier n'est pas certain de pouvoir s'aligner au départ et a cédé le volant de sa Porsche à Phil Hill, remplaçant éventuel. Le champion en titre effectue quelques tours sans prendre aucun risque, uniquement pour s'assurer une place au départ en cas de forfait du pilote suédois. La piste étant restée détremper durant les quatre heures de la séance, la grille de départ est établie suivant les temps réalisés le vendredi, et Clark partira donc en pole position au côté de Ginther.
| Pos. | Pilote                  | Écurie         | Temps        | Écart    |
| ---- | ----------------------- | -------------- | ------------ | -------- |
| 1    | Graham Hill             | BRM            | 1 min 22 s 1 |          |
| 2    | Jim Clark               | Lotus-Climax   | 1 min 22 s 1 | + 0 s 0  |
| 3    | Richie Ginther          | BRM            | 1 min 24 s 0 | + 1 s 9  |
| 4    | Dan Gurney              | Porsche        | 1 min 24 s 2 | + 2 s 1  |
| 5    | Bruce McLaren           | Cooper-Climax  | 1 min 24 s 5 | + 2 s 4  |
| 6    | Innes Ireland           | Lotus-Climax   | 1 min 25 s 8 | + 3 s 7  |
| 7    | Carel Godin de Beaufort | Porsche        | 1 min 26 s 3 | + 4 s 2  |
| 8    | Jack Brabham            | Brabham-Climax | 1 min 27s 8  | + 5 s 7  |
| 9    | Joakim Bonnier          | Porsche        | 1 min 28 s 4 | + 6 s 3  |
| 10   | Maurice Trintignant     | Lotus-Climax   | 1 min 28 s 5 | + 6 s 4  |
| 11   | Trevor Taylor           | Lotus-Climax   | 1 min 28 s 7 | + 6 s 6  |
| 12   | Rob Schroeder           | Lotus-Climax   | 1 min 28 s 8 | + 6 s 7  |
| 13   | Roger Penske            | Lotus-Climax   | 1 min 28 s 9 | + 6 s 8  |
| 14   | John Surtees            | Lola-Climax    | 1 min 29 s 2 | + 7 s 1  |
| 15   | Tim Mayer               | Cooper-Climax  | 1 min 29 s 2 | + 7 s 1  |
| 16   | Tony Maggs              | Cooper-Climax  | 1 min 30 s 8 | + 8 s 7  |
| 17   | Phil Hill               | Porsche        | 1 min 32 s 6 | + 10 s 5 |
| 18   | Roy Salvadori           | Lola-Climax    | 1 min 33 s 5 | + 11 s 4 |

## Grille de départ

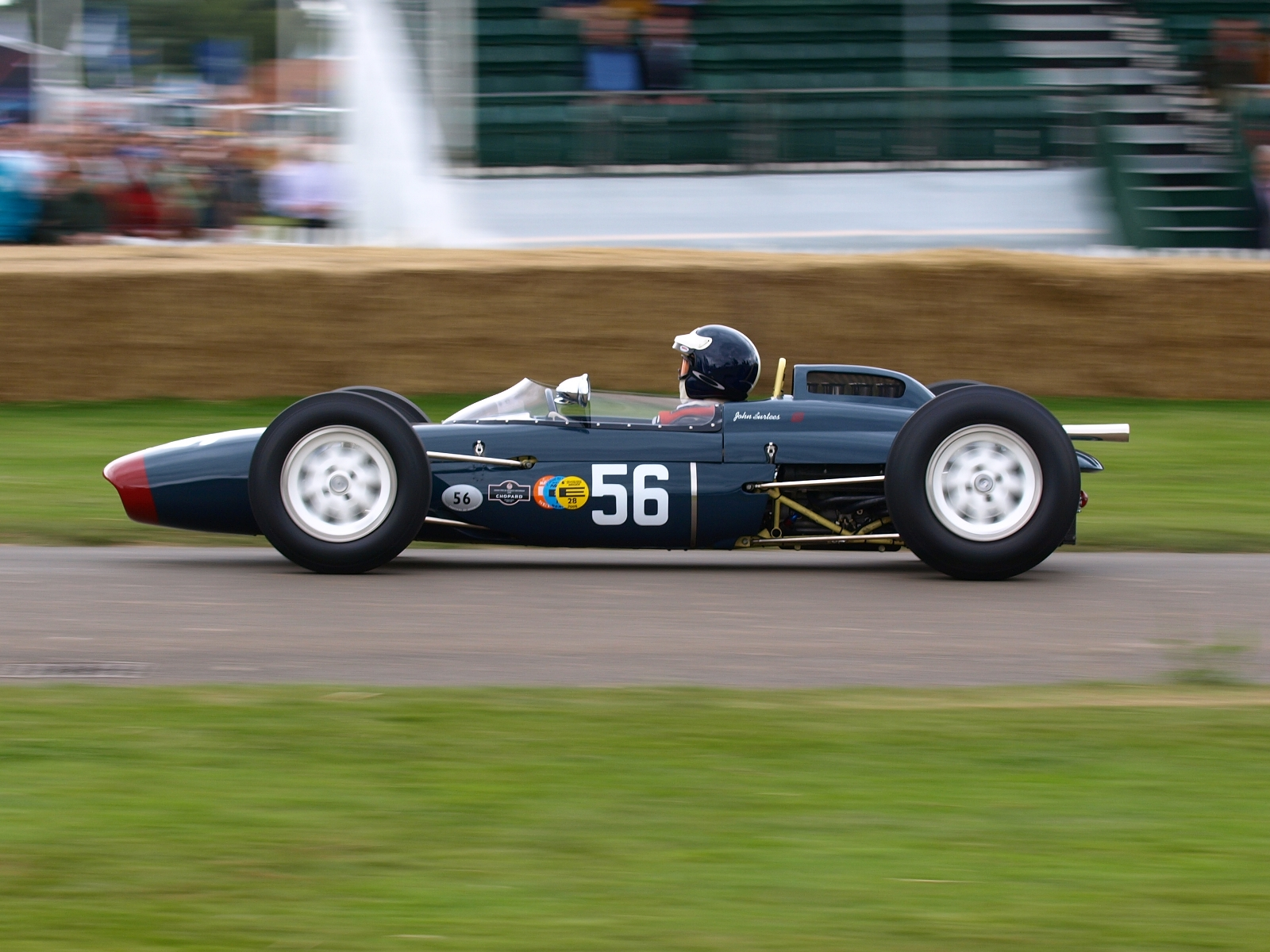
L'une des deux Lola Mk4 ayant été détruite aux essais, une seule sera au départ, en dernière ligne, aux mains de Surtees.

| 1re ligne |                              | Pos. 2                      |                            | Pos. 1                         |
|           |                              | Ginther BRM 1 min 16 s 6    |                            | Clark Lotus 1 min 15 s 8       |
| 2e ligne  | Pos. 4                       |                             | Pos. 3                     |                                |
|           | Gurney Porsche 1 min 16 s 9  |                             | G. Hill BRM 1 min 16 s 7   |                                |
| 3e ligne  |                              | Pos. 6                      |                            | Pos. 5                         |
|           |                              | McLaren Cooper 1 min 17 s 1 |                            | Brabham 1 min 16 s 9           |
| 4e ligne  | Pos. 8                       |                             | Pos. 7                     |                                |
|           | Taylor Lotus 1 min 18 s 0    |                             | Gregory Lotus 1 min 17 s 9 |                                |
| 5e ligne  |                              | Pos. 10                     |                            | Pos. 9                         |
|           |                              | Maggs Cooper 1 min 19 s 7   |                            | Bonnier Porsche 1 min 19 s 0   |
| 6e ligne  | Pos. 12                      |                             | Pos. 11                    |                                |
|           | Penske Lotus 1 min 21 s 3    |                             | Mayer Cooper 1 min 20 s 7  |                                |
| 7e ligne  |                              | Pos. 14                     |                            | Pos. 13                        |
|           |                              | Sharp Cooper 1 min 22 s 4   |                            | Beaufort Porsche 1 min 21 s 8  |
| 8e ligne  | Pos. 16                      |                             | Pos. 15                    |                                |
|           | Schroeder Lotus 1 min 24 s 0 |                             | Ireland Lotus 1 min 24 s 0 |                                |
| 9e ligne  |                              | Pos. 18                     |                            | Pos. 17                        |
|           |                              | Surtees Lola 1 min 29 s 2   |                            | Trintignant Lotus 1 min 25 s 8 |

- Auteur du neuvième meilleur temps des essais au volant de sa Lola, John Surtees aurait dû s'élancer de l'intérieur de la cinquième ligne mais cette performance n'a pas été retenue, le pilote britannique n'ayant pas pu partir au volant de sa voiture habituelle, accidentée à la fin de la première séance de qualification. Ayant emprunté la voiture de son coéquipier Roy Salvadori, il est crédité du temps réalisé lors de la deuxième séance (disputée sous la pluie) et partira en dernière position[17].

- Crédité du douzième temps aux essais sur sa Lola, Salvadori aurait dû s'élancer de l'extérieur de la sixième ligne.

## Déroulement de la course

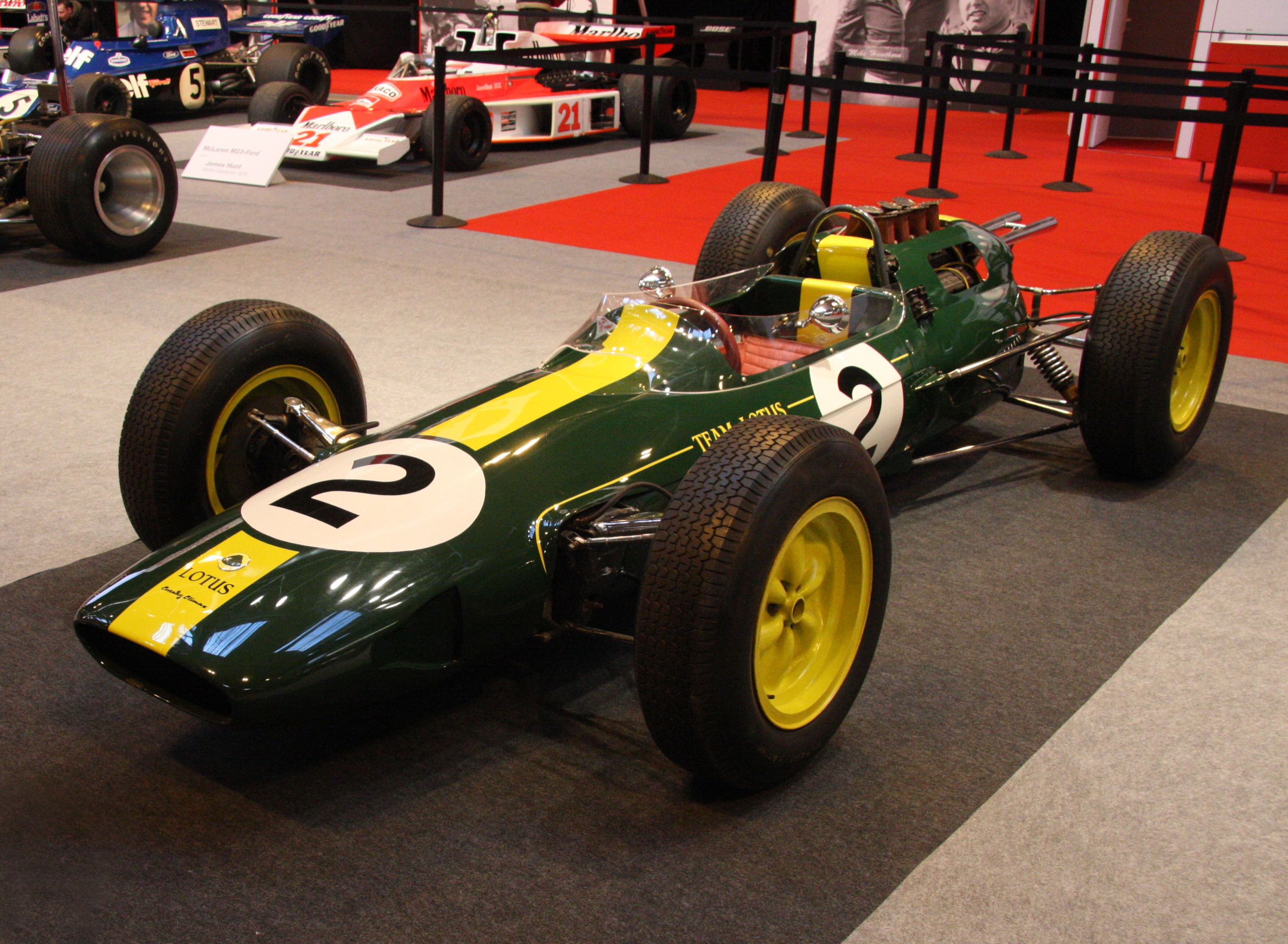
Troisième victoire de la saison pour la Lotus 25 de Jim Clark.

Le départ est donné le dimanche après-midi, sous un ciel couvert, devant plus de quarante mille spectateurs. Jim Clark aborde le premier virage en tête, juste devant la BRM de Graham Hill. Les deux pilotes britanniques repassent dans cet ordre à la fin du premier tour, avec quelques dixièmes de seconde d'avance sur un peloton compact emmené par la BRM de Richie Ginther, la Porsche de Dan Gurney, la monoplace de Jack Brabham et la Cooper de Bruce McLaren, les autres poursuivants étant légèrement décrochés. Clark se détache ensuite progressivement de Hill, tandis que dans le peloton de chasse les positions changent continuellement. Après dix tours, Clark et Hill sont nettement détachés, le peloton, mené par Gurney, venant six secondes plus loin. Gêné au moment de dépasser les derniers attardés, Clark perd du temps et est rejoint par Hill, qui le dépasse au cours du douzième tour. Le pilote BRM en profite pour prendre quelques secondes d'avance mais une fois la voie libre Clark a tôt fait de revenir dans les roues de son rival. Il retrouve le commandement au cours du dix-neuvième tour, qu'il couvre à 176,7 km/h de moyenne, établissant un nouveau record de la piste. Le pilote écossais prend immédiatement quelques longueurs d'avance sur son adversaire. Toujours en lutte pour la troisième place, Gurney et Ginther sont à dix-sept secondes, talonnés par Brabham, McLaren suivant à quelque distance. Tandis que Clark continue à tourner très vite pour écarter la menace de la BRM, Ginther reprend la troisième place à Gurney. Durant une quinzaine de tour, il parvient à se maintenir devant la Porsche avant qu'une importante fuite d'huile ne le contraigne à renoncer. Clark compte alors une dizaine de secondes d'avance sur Hill. Retrouvant la troisième place, Gurney est à près d'une demi-minute de la BRM, suivi de McLaren qui a profité des problèmes de boîte de vitesses rencontrés par Brabham pour le dépasser, le pilote australien parvenant néanmoins à rester dans le sillage de la Cooper. Les positions vont rester inchangées jusqu'à la mi-course, Clark devant maintenir une cadence très élevée pour préserver son avantage sur Hill. Le moteur de la Porsche de Gurney commence alors à perdre de sa puissance, et le pilote américain est bientôt rejoint par McLaren, qui le dépasse au cours du cinquante-septième tour. Toujours handicapé par ses problèmes de boîte de vitesses, Brabham mettra dix tours de plus pour dépasser la Porsche. En tête, bien que comptant maintenant une dizaine de secondes d'avance, Clark ne peut se permettre le moindre relâchement, Hill tournant pratiquement sur le même rythme. L'Ecossais améliore encore le record du tour, à 177,6 km/h de moyenne. Aux trois quarts de l'épreuve, les deux hommes de tête ont pris un tour à tous leurs adversaires. Malgré des problèmes d'embrayage en fin de course, Clark parvient à se maintenir en tête jusqu'à l'arrivée, qu'il franchit avec neuf secondes d'avance sur Hill, conservant ainsi ses chances de conquérir le titre mondial. McLaren termine isolé à la troisième place, tandis que Brabham et Gurney se disputent la quatrième place jusqu'au bout, terminant dans cet ordre seulement séparés de quelques longueurs.

### Classements intermédiaires
Classements intermédiaires des monoplaces aux premier, cinquième, dixième, quinzième, vingtième, trentième, quarantième, cinquantième, soixantième et quatre-vingtième tours,.

### Classement de la course

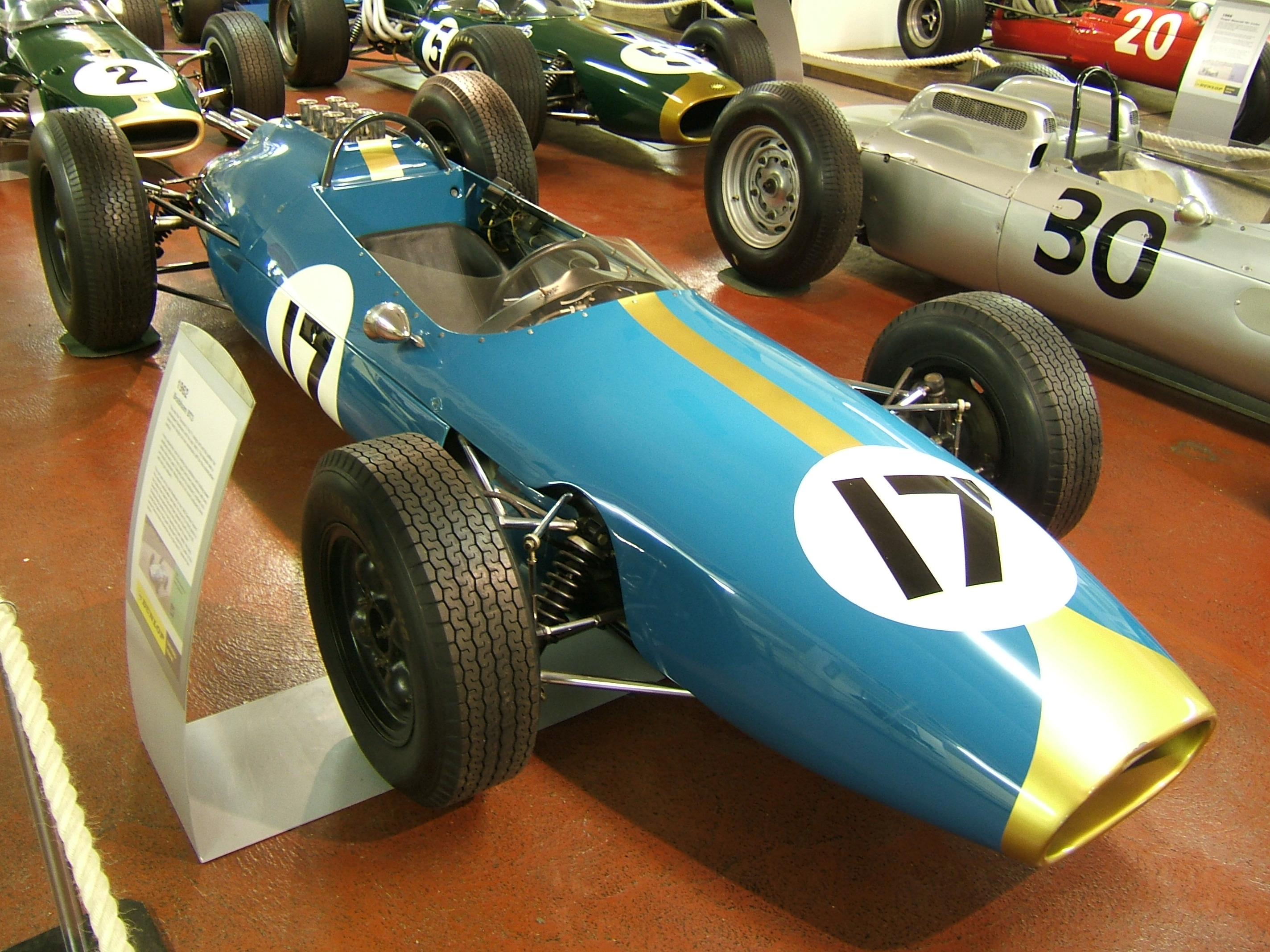
Résultat prometteur pour la nouvelle monoplace du pilote-constructeur Jack Brabham, quatrième dès sa deuxième sortie.

| Pos  | No | Pilote                  | Écurie         | Tours | Temps/Abandon                  | Grille | Points |
| ---- | -- | ----------------------- | -------------- | ----- | ------------------------------ | ------ | ------ |
| 1    | 8  | Jim Clark               | Lotus-Climax   | 100   | 2 h 07 min 13 s 0              | 1      | 9      |
| 2    | 4  | Graham Hill             | BRM            | 100   | 2 h 07 min 22 s 2 (+ 9 s 2)    | 3      | 6      |
| 3    | 21 | Bruce McLaren           | Cooper-Climax  | 99    | 2 h 07 min 46 s 0 (+ 1 tour)   | 6      | 4      |
| 4    | 17 | Jack Brabham            | Brabham-Climax | 99    | 2 h 08 min 04 s 9 (+ 1 tour)   | 5      | 3      |
| 5    | 10 | Dan Gurney              | Porsche        | 99    | 2 h 08 min 05 s 8 (+ 1 tour)   | 4      | 2      |
| 6    | 16 | Masten Gregory          | Lotus-BRM      | 99    | 2 h 08 min 22 s 2 (+ 1 tour)   | 7      | 1      |
| 7    | 22 | Tony Maggs              | Cooper-Climax  | 97    | 2 h 08 min 11 s 6 (+ 3 tours)  | 10     |        |
| 8    | 15 | Innes Ireland           | Lotus-Climax   | 96    | 2 h 07 min 29 s 0 (+ 4 tours)  | 15     |        |
| 9    | 14 | Roger Penske            | Lotus-Climax   | 96    | 2 h 07 min 30 s 7 (+ 4 tours)  | 12     |        |
| 10   | 26 | Rob Schroeder           | Lotus-Climax   | 93    | 2 h 07 min 34 s 9 (+ 7 tours)  | 16     |        |
| 11   | 24 | Hap Sharp               | Cooper-Climax  | 91    | 2 h 07 min 13 s 4 (+ 9 tours)  | 14     |        |
| 12   | 9  | Trevor Taylor           | Lotus-Climax   | 85    | 2 h 07 min 32 s 6 (+ 15 tours) | 8      |        |
| 13   | 11 | Jo Bonnier              | Porsche        | 79    | 2 h 07 min 37 s 8 (+ 21 tours) | 9      |        |
| Abd. | 5  | Richie Ginther          | BRM            | 35    | Moteur                         | 2      |        |
| Abd. | 6  | Maurice Trintignant     | Lotus-Climax   | 32    | Freins                         | 17     |        |
| Abd. | 23 | Tim Mayer               | Cooper-Climax  | 31    | Allumage                       | 11     |        |
| Abd. | 18 | John Surtees            | Lola-Climax    | 19    | Moteur                         | 18     |        |
| Abd. | 12 | Carel Godin de Beaufort | Porsche        | 9     | Accident                       | 13     |        |
| Np.  | 19 | Roy Salvadori           | Lola-Climax    |       | cède sa voiture à John Surtees | -      |        |
| Np.  | 25 | Jim Hall                | Lotus-Climax   |       | guide de soupape cassé         | -      |        |

- Légende : Abd.=Abandon - Np.=Non partant

### Pole position et record du tour
- Pole position :  Jim Clark en 1 min 15 s 8 (vitesse moyenne : 175,773 km/h). Temps réalisé lors de la journée d'essais du vendredi 5 octobre[16].
- Meilleur tour en course :  Jim Clark en 1 min 15 s 0 au 70e tour (vitesse moyenne : 177,648 km/h).

#### Évolution du record du tour en course
Le meilleur tour fut amélioré dix fois au cours de l'épreuve.

### Tours en tête
- Jim Clark : 93 tours (1-11 / 19-100)
- Graham Hill : 7 tours (12-18)

## Classement général à l'issue de la course
- Attribution des points : 9, 6, 4, 3, 2, 1 respectivement aux six premiers de chaque épreuve.
- Pour la coupe des constructeurs, même barème et seule la voiture la mieux classée de chaque équipe inscrit des points.
- Seuls les cinq meilleurs résultats sont comptabilisés. Graham Hill doit décompter le point acquis à Monaco et les trois acquis en Grande-Bretagne et Bruce McLaren les deux points marqués en Allemagne. Chez les constructeurs, BRM doit décompter le point acquis à Monaco, les quatre acquis en France et les trois acquis en Grande-Bretagne, Cooper-Climax les deux points acquis aux Pays-Bas et les deux acquis en Allemagne et Porsche le point marqué en Italie.
- Le règlement permet aux pilotes de se relayer sur une même voiture, les points éventuellement acquis étant alors perdus pour pilotes et constructeur[16].

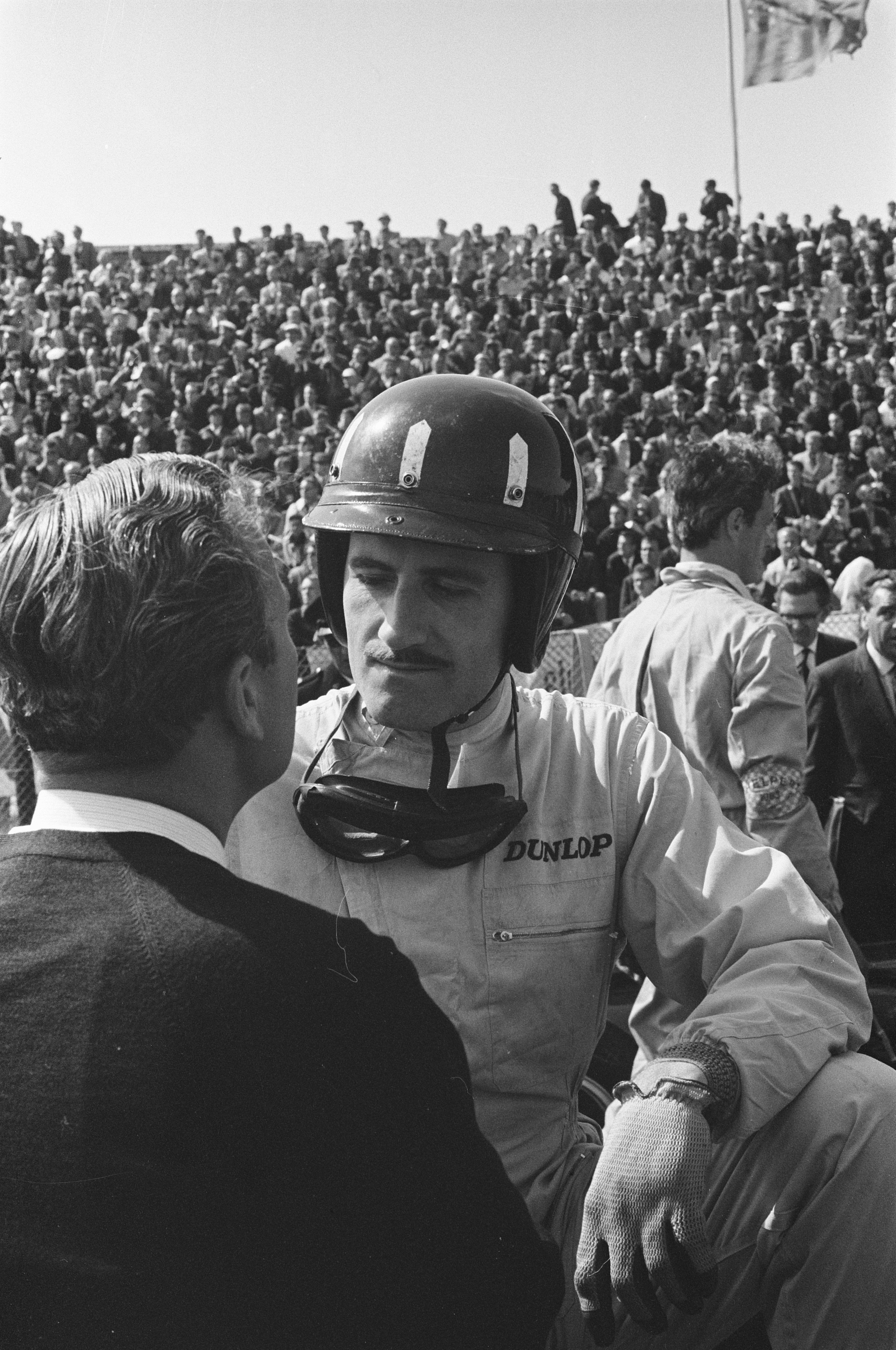
Comptant neufs points d'avance sur Clark à une manche de la fin, Graham Hill paraît bien placé pour s'octroyer le titre mondial, mais son adversaire conserve toutefois une chance de l'emporter.

| Pos. | Pilote                  | Écurie           | Points  | NL | MON | BEL | FRA | GBR | ALL | ITA | USA | AFS |
| ---- | ----------------------- | ---------------- | ------- | -- | --- | --- | --- | --- | --- | --- | --- | --- |
| 1    | Graham Hill             | BRM              | 39 (43) | 9  | (1) | 6   | -   | (3) | 9   | 9   | 6   |     |
| 2    | Jim Clark               | Lotus            | 30      | -  | -   | 9   | -   | 9   | 3   | -   | 9   |     |
| 3    | Bruce McLaren           | Cooper           | 24 (26) | -  | 9   | -   | 3   | 4   | (2) | 4   | 4   |     |
| 4    | John Surtees            | Lola             | 19      | -  | 3   | 2   | 2   | 6   | 6   | -   | -   |     |
| 5    | Dan Gurney              | Porsche          | 15      | -  | -   | -   | 9   | -   | 4   | -   | 2   |     |
| 6    | Phil Hill               | Ferrari          | 14      | 4  | 6   | 4   | -   | -   | -   | -   | -   |     |
| 7    | Richie Ginther          | BRM              | 10      | -  | -   | -   | 4   | -   | -   | 6   | -   |     |
| 8    | Tony Maggs              | Cooper           | 9       | 2  | -   | -   | 6   | 1   | -   | -   | -   |     |
| 9    | Trevor Taylor           | Lotus            | 6       | 6  | -   | -   | -   | -   | -   | -   | -   |     |
|      | Jack Brabham            | Lotus & Brabham¹ | 6       | -  | -   | 1   | -   | 2   | -   | -   | 3¹  |     |
| 11   | Giancarlo Baghetti      | Ferrari          | 5       | 3  | -   | -   | -   | -   | -   | 2   | -   |     |
| 12   | Lorenzo Bandini         | Ferrari          | 4       | -  | 4   | -   | -   | -   | -   | -   | -   |     |
|      | Ricardo Rodríguez       | Ferrari          | 4       | -  | -   | 3   | -   | -   | 1   | -   | -   |     |
| 14   | Willy Mairesse          | Ferrari          | 3       | -  | -   | -   | -   | -   | -   | 3   | -   |     |
|      | Joakim Bonnier          | Porsche          | 3       | -  | 2   | -   | -   | -   | -   | 1   | -   |     |
| 16   | Carel Godin de Beaufort | Porsche          | 2       | 1  | -   | -   | 1   | -   | -   | -   | -   |     |
| 17   | Masten Gregory          | Lotus            | 1       | -  | -   | -   | -   | -   | -   | -   | 1   |     |

| Pos. | Écurie         | Points  | NL  | MON | BEL | FRA | GBR | ALL | ITA | USA | AFS |
| ---- | -------------- | ------- | --- | --- | --- | --- | --- | --- | --- | --- | --- |
| 1    | BRM            | 39 (47) | 9   | (1) | 6   | (4) | (3) | 9   | 9   | 6   |     |
| 2    | Lotus-Climax   | 36      | 6   | -   | 9   | -   | 9   | 3   | -   | 9   |     |
| 3    | Cooper-Climax  | 27 (31) | (2) | 9   | -   | 6   | 4   | (2) | 4   | 4   |     |
| 4    | Lola-Climax    | 19      | -   | 3   | 2   | 2   | 6   | 6   | -   | -   |     |
| 5    | Porsche        | 18 (19) | 1   | 2   | -   | 9   | -   | 4   | (1) | 2   |     |
|      | Ferrari        | 18      | 4   | 6   | 4   | -   | -   | 1   | 3   | -   |     |
| 7    | Brabham-Climax | 3       | -   | -   | -   | -   | -   | -   | -   | 3   |     |
| 8    | Lotus-BRM      | 1       | -   | -   | -   | -   | -   | -   | -   | 1   |     |

## À noter
- 3e victoire en championnat du monde pour Jim Clark.
- 8e victoire en championnat du monde pour Lotus en tant que constructeur.
- 22e victoire en championnat du monde pour Climax en tant que motoriste.